# Savršeni krug
Cercul perfect (în bosniacă: Savršeni krug) este un film bosniac dramatic de război din 1997 regizat de Ademir Kenović. Filmul are loc la Sarajevo, în timpul asediului din 1992-1996. A fost scris de Kenović împreună cu Pjer Žalica și Abdulah Sidran. Titlul filmului derivă din capacitatea personajului Hamza (interpretat de Mustafa Nadarević) de a desena cercuri perfecte pe hârtie. A fost primul film de lungmetraj bosniac lansat după referendumul de independență al Bosniei din 1992, devenind într-un anumit sens primul film bosniac.

## Prezentare
Un poet bosniac (Hamza) locuiește cu familia sa la Sarajevo în momentele grele ale asediului orașului de către sârbi. Războiul din Bosnia face ravagii în jurul lor. După ce și-a trimis soția (Gospoda) și fiica (Miranda) în Croația, el găsește ascunși în casa sa doi orfani, Adis și Kerim, care au scăpat de un masacru comis în satul lor. După ce au fugit din sat, au venit la Sarajevo în căutarea mătușii lor, care locuia în cartierul Bistrik. Hamza decide să-i ajute pe băieți adăpostindu-i și ajutându-i să-și caute mătușa. După o căutare lungă, Hamza descoperă că mătușa băieților s-a dus cu avionul în Germania. După ce a aflat acest lucru, Hamza încearcă să salveze copiii trimițându-i din zona de război. Dar singura cale de ieșire este prin Aeroportul Internațional de la Sarajevo, care este un loc periculos ocupat și monitorizat de cetnici și de echipele morții, precum și de lunetiști. În timp ce încearcă să traverseze și să se refugieze într-o clădire, un soldat sârb împușcă câinele pe care Adis și Kerim l-au adoptat. Kerim ucide doi sârbi în timp ce se apropie de Hamza. În afara clădirii, Hamza și Kerim îl găsesc pe Adis, care a fost ucis. Îl duc la cimitir pentru a fi înmormântat. Pe piatra de lemn așezată pe mormânt, Kerim scrie „Adis” și încercuiește numele. 
În mai multe scene, Hamza este văzut cu cei doi copii în timp ce vorbește singur privind fotografii cu soția și cu fiica sa. Toate poeziile citate în film de Hamza sunt versuri scrise de Abdulah Sidran, un renumit scriitor și poet bosniac. 

## Distribuție
- Mustafa Nadarević - Hamza
- Almedin Leleta - Adis
- Almir Podgorica - Kerim
- Jasna Diklić - Gospoda
- Mirela Lambić - Miranda
- Ljubica Lohajner-Znidarić - o bătrână
- Dragan Marinković
- Mira Avram - mama lui Hamza
- Sabina Bambur
- Senad Bašić - Strazar
- Amina Begović - Gordana
- Vedrana Bozinović
- Bozidar Bunjevać - Grobar
- Ines Fančović - Baka
- Admir Glamocak - Staka
- Zaim Muzaferija - Asaf
- Elvira Delalic

## Producție
Filmarea principală a fost inițial programată pentru primăvara anului 1992, dar asediul din 1992-1996 a început înainte ca orice filmare să poată fi finalizată. Scenariul a fost refăcut în timpul asediului, în timp ce regizorul și scriitorii s-au refugiat într-un han de vacanță care a fost construit inițial pentru Jocurile Olimpice din 1984. Filmările au început din nou în 1996 după semnarea Acordului de Pace de la Dayton și după ce regizorul Ademir Kenović a obținut permisiunea Organizației Națiunilor Unite, ale cărei forțe încă monitorizau zona. Filmul a fost primul lungmetraj bosniac lansat după referendumul de independență al Bosniei din 1992, devenind într-un anumit sens primul film bosniac.

## Premii
Filmul a primit Premiul François Chalais la Festivalul de Film de la Cannes din 1997 și Marele Premiu Tokyo Sakura la Festivalul Internațional de Film din Tokyo.